# Dionisio de Egea
Dionisio de Egea fue un escritor escéptico, de época indeterminada, posterior a Sexto Empírico, que escribió, en griego, una obra llamada Δικτυακῶν en la que defendía e impugnaba a la vez 50 proposiciones tomadas de la física, de la historia natural y de la medicina. Se conservan únicamente los títulos de los capítulos de los que constaba la obra, gracias a Focio, que los reproduce de manera casi idéntica en dos de los capítulos de su Biblioteca y que añade que el libro es útil para la práctica de la dialéctica. 